# Altaubrücke

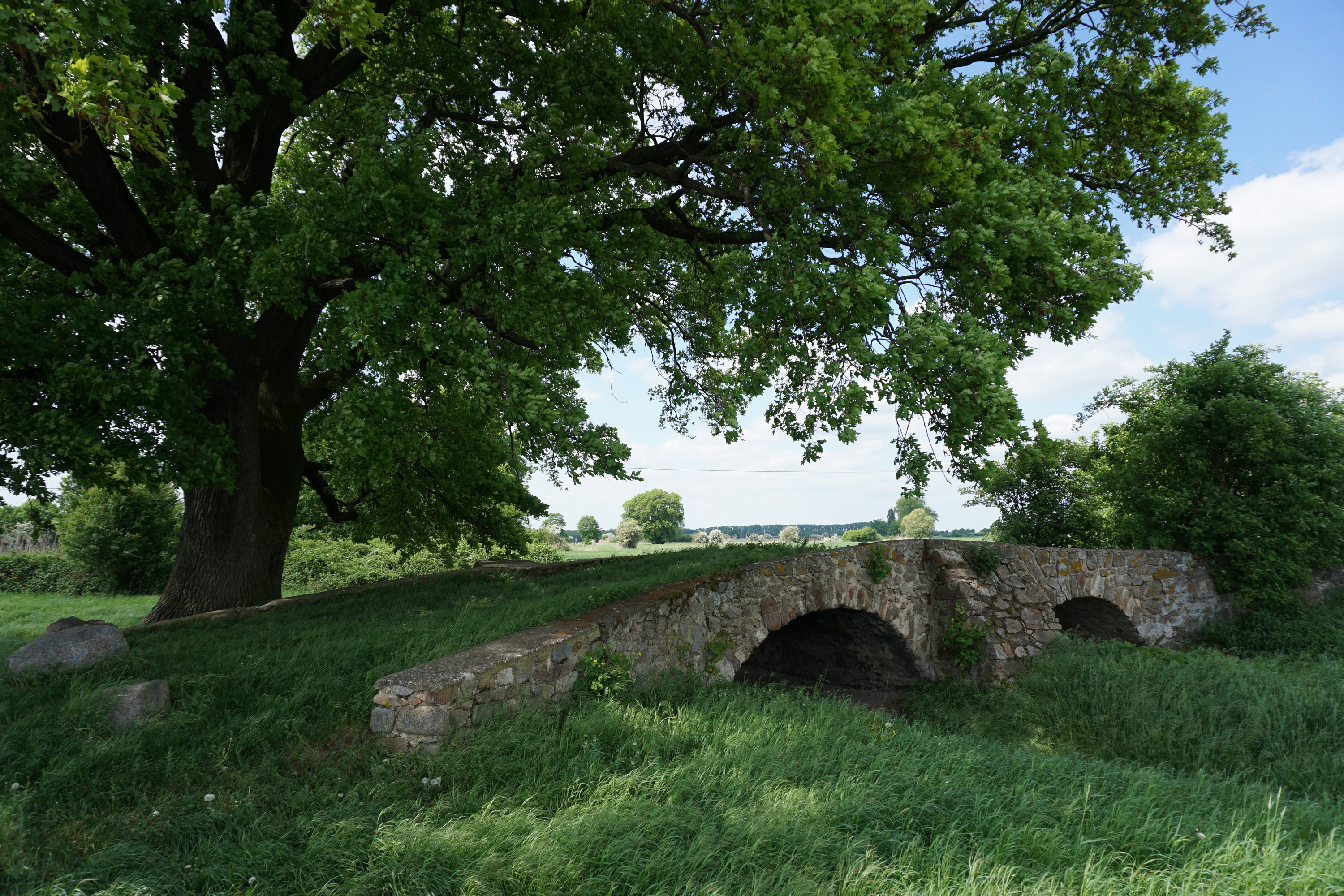
Blick auf die Brücke (2018)

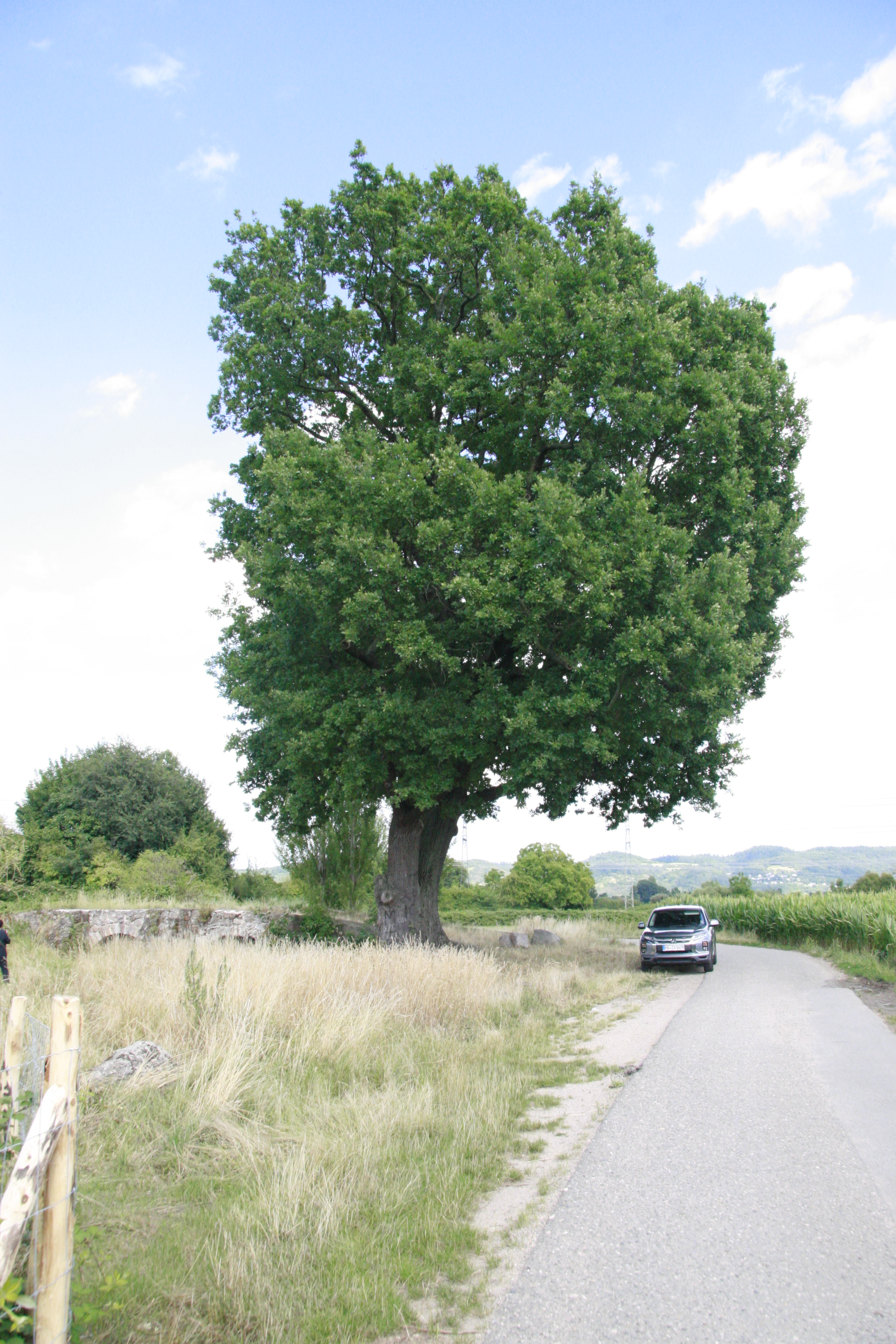
Blick auf die Eiche (2025)

Die Altaubrücke, auch Römerbrücke, steht im Nordwesten von Baden-Württemberg auf dem Gebiet der Stadt Weinheim im Rhein-Neckar-Kreis.

## Geographie
Die Brücke steht in der flachen Landschaft im Osten der Oberrheinischen Tiefebene. In diesem Gebiet verlaufen mehrere Gräben, die der Entwässerung dienen. Sie führt über den Lachengraben bei der Einmündung des Erlengrabens.

## Beschreibung
Die Brücke diente einem Feldweg und hatte keine überregionale Bedeutung. Sie umfasst zwei Joche, besteht aus Bruchsteinen und stammt aus dem 17. oder eher dem 18. Jahrhundert. Woher der Name Römerbrücke stammt, ist unklar. Möglicherweise bezieht er sich auf eine, bislang nicht nachgewiesene, Römerstraße aus dem Raum Straßenheim und Viernheim zur Bergstraße zwischen Heppenheim und Laudenbach.

## Sonstiges
Unmittelbar neben der Brücke steht eine Eiche, die als Naturdenkmal ausgewiesen ist.